# 佩德罗·阿尔莫多瓦尔
佩德罗·阿尔莫多瓦尔·卡瓦列罗（西班牙語：Pedro Almodóvar Caballero，西班牙語發音：[ˈpeðɾo almoˈðoβar kaβaˈʎeɾo]；1949年9月25日—），西班牙電影導演、編劇和製作人。於2001年成為美國文理科學院榮譽成員，因為藝術成就於2009年獲得哈佛大學授于榮譽博士學位。佩德羅·阿莫多瓦·卡瓦耶羅被称为路易斯·布紐爾之后最有影响的西班牙导演，其作品具有争议性，着重表现欲望、暴力、宗教等议题，并通过鲜艳的色彩，展示出一种后现代的审美眼光以及对权威的极大藐视。

## 生涯

### 早年
佩德罗·阿莫多瓦在1949年9月25日出生于西班牙卡尔萨达德卡拉特拉瓦雷阿爾城，他出生在一個龐大而貧困農民家庭，並有三個手足。他的父親安東尼奧·阿莫多瓦幾乎無法讀書或寫字，使用騾子來運送酒桶。阿爾莫多瓦的母親，弗朗西斯卡·瓦列羅讓佩德罗·阿莫多瓦學習識字。由于父亲的贩酒事业经营不善，阿莫多瓦的孩童時代过得十分贫苦。佩德罗·阿莫多瓦八岁时，他前往艾克斯杜雷马杜拉省卡塞雷斯，在那里进入教会学校学习，當時父母希望有一天他會成為一名神父。他的家人後來也來到卡塞雷斯，他的父親開了一家加油站，母親則經營葡萄酒店。糟糕且专制的教育制度，使得少年时代的阿莫多瓦就对宗教产生疑惑。他正是在这个时候开始迷恋电影，同时电影也给了他最大的安慰。他後來在接受記者採訪時說：「我從電影中學到真正的教育，遠遠超過任何一位神父」。他有時住在學校，有時則睡在電影院裡。
雖然受到父母反對，佩德罗·阿莫多瓦於1967年搬到馬德里。他的目標是成為一名電影導演，但是缺乏經濟支持，當時弗朗西斯科·佛朗哥關閉所有的電影學校，所以他只好自學電影技術。為了賺錢，阿莫多瓦打了一些零工，包括在馬德里著名的跳蚤市場埃爾拉斯特洛賣東西。他最終成為西班牙電信員工，他在那裡擔任12年的行政助理。他的工作到下午三點，剩下的時間則自學電影技術。

### 文化運動
在1970年代初，阿莫多瓦對於實驗電影和戲劇持續感到興趣。他與洛杉磯Goliardos合作，這是佩德罗·阿莫多瓦首次職業演出，並認識了卡門·莫拉。他還創作漫畫和反主流文化雜誌，例如《Star》、《Víbora》與《Vibraciones》。
佛朗哥去世後，阿莫多瓦的參加馬德里文化復興運動，成為運動的重要人物。他使用化名在各大報刊雜誌刊登文章，如《國家報》、《16日報》、《月光報》。他不停地創作故事，最終發表在《El sueño de la razón》。

### 開始導演影片
阿莫多瓦從西班牙電信獲得薪水後，買了他的第一台超8毫米膠片攝影機。他在22歲時，開始製作短片。1974年左右，他完成第一部電影短片。1970年代末，這些短片在馬德里和巴塞羅那公開放映。這些短片敘述性愛情節，而且沒有配樂。
他在1978年完成首部超8毫米膠片長片《Folle, folle, fólleme, Tim》，這是他第一次接觸專業的電影世界。這部電影的演員卡門·莫拉和Felix Rotaeta鼓勵他使用16毫米膠片拍攝，並且幫助他解決財務問題。

### 成名

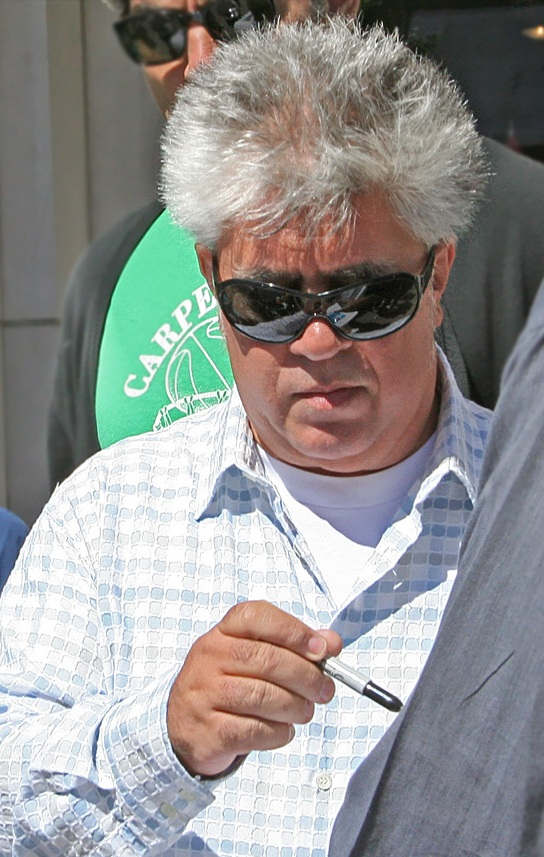
佩德羅·阿莫多瓦·卡瓦耶羅參加2006年多倫多影展

佩德羅·阿莫多瓦·卡瓦耶羅在1980年執導處女作《佩比、露西、朋》，電影劇本由他親自完成。《佩比、露西、朋》劇情充滿文化與性自由等元素，獲得許多邪典電影影迷。
1988年，佩德羅·阿莫多瓦·卡瓦耶羅以《崩溃边缘的女人》赢得威尼斯影展最佳剧本奖以及欧洲影展最佳青年电影奖，使他成为西班牙最受欢迎的新锐导演。佩德羅·阿莫多瓦·卡瓦耶羅因為《崩溃边缘的女人》展現出女性主義風格，逐漸被認為是女性電影導演，類似寧那·華納·法斯賓德與乔治·丘克 。
1999年，阿莫多瓦以《我的母親》獲得奧斯卡最佳外語片、金球獎最佳外語片獎、戛納電影節最佳導演獎、法國凱撒獎最佳外語片獎，哥雅獎最佳影片獎。《我的母親》劇情以一名中年的單親媽媽為中心，描述她在兒子死後，前去尋找前夫的故事，角色包含變性妓女、懷孕的修女和同性戀的女演員。
三年後，阿莫多瓦以2002年的《悄悄告訴她》再奪下金球獎最佳外語片獎、英國影藝學院獎、奧斯卡最佳原創劇本獎。《悄悄告訴她》劇情描述年輕的男護士班尼諾、作家馬可、芭蕾舞者阿麗西亞、女鬥牛士莉蒂亞之間的故事。2004年電影《壞教慾》則有天主教神父猥褻兒童、性虐待、勒索、謀殺等情節，阿莫多瓦使用黑色電影的元素來創作。這部電影的主角胡安（蓋爾·加西亞·伯納爾），主要是仿照派翠西亞·海史密斯所創造的人物湯姆·雷普利。阿莫多瓦花費十多年才完成《壞教慾》電影劇本，並在2004年於第57屆戛納電影節首映，成為第一部在戛納電影節擔任開幕片的西班牙電影。
佩德羅·阿莫多瓦·卡瓦耶羅與佩内洛普·克鲁兹合作完成《玩美女人》，它是喜劇、家庭劇和鬼故事的混合體，並獲得第59屆坎城電影節最佳劇本、第59屆坎城電影節最佳女演員、哥雅獎最佳影片、最佳導演、最佳女主角、最佳女配角、最佳原創音樂、國家評論協會最佳外語片。2013年，佩德羅·阿莫多瓦·卡瓦耶羅與安东尼奥·班德拉斯、佩内洛普·克鲁兹再度於《HIGH爆雲霄》中合作。阿莫多瓦早期有不少作品都由安东尼奥·班德拉斯主演，班德拉斯亦因此得到荷里活的注意；艾慕杜華可說是造就了班德拉斯的成功。
他與弟弟奧斯丁·阿莫多瓦近期共同成立El deseo慾望電影公司。2013年他获得欧洲电影学院颁发的欧洲电影世界成就奖。

## 風格

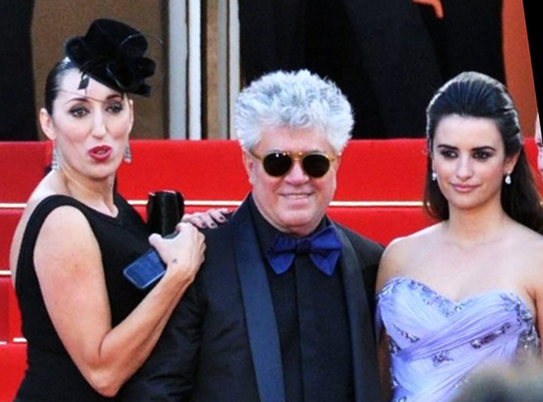
佩德羅·阿莫多瓦·卡瓦耶羅與佩内洛普·克鲁兹、蘿西·德·帕瑪出席2009年坎城電影節

阿莫多瓦的創作受到一些導演影響，像是路易斯·布紐爾、寧那·華納·法斯賓德、亞佛烈德·希區考克、約翰·華特（John Waters）、英格瑪·柏格曼、艾德加·納維爾（Edgar Neville）、費德里柯·費里尼、喬治·丘克、路易·加西亞·貝蘭卡（Luis Garcia Berlanga）和新寫實主義者馬可·菲萊利（Marco Ferreri）。
他的電影敘事錯綜，情節誇張、戲劇化，風格呈現濃烈的艷麗色調，並融入流行文化、歌曲、性嘲諷等元素。他的作品長期關注女性、社會邊緣人和中下階層人民，探索慾望、愛、死亡、親情與性別認同等領域。
當記者尋問他電影的成功之道時，他回答道因為這些電影非常有趣：重要的關鍵是電影為娛樂媒體。他受到早期好萊塢電影的嚴重影響，劇情發生在女性周圍。

## 私生活
阿莫多瓦已經公開同性戀身分，並將同性戀文化的元素融入主流文化中，重新定義了西班牙電影和西班牙印象。不過阿莫多瓦承認他的電影相當個人化，「也非常有西班牙的風格，但是不能藉由我的電影來評估西班牙，因為它們是反复無常的個人化電影」。

## 導演作品
| 年份 | 片名                                                        | 註 |
| ---- | ----------------------------------------------------------- | --- |
| 1980 | 佩比、露西、朋 Pepi, Luci, Bom y otras chicas del montón    | 原創劇本 |
| 1982 | 激情迷宮 Laberinto de pasiones                              | 原創劇本 |
| 1983 | 修女夜難熬 Entre tinieblas                                  | 原創劇本 |
| 1984 | 我造了什麼孽？ Qué he hecho yo para merecer esto?           | 原創劇本 |
| 1986 | 鬥牛士 Matador                                              | 原創劇本 |
| 1987 | 慾望法則 La ley del deseo                                   | 原創劇本 柏林影展: 首座泰迪熊獎 |
| 1988 | 瀕臨崩潰邊緣的女人 Mujeres al norde de un ataque de nervios | 原創劇本 奧斯卡最佳外語片獎提名 哥雅獎：最佳影片 |
| 1990 | 綑著妳，困著我 ¡Átame!                                      | 原創劇本 柏林影展：金熊獎 |
| 1991 | 高跟鞋 Tacones lejanos                                      | 原創劇本 凱撒電影獎: 最佳外語片 |
| 1993 | 愛慾情狂 Kika                                               | 原創劇本 |
| 1995 | 窗邊上的玫瑰 La flor de mi secreto                          | 原創劇本 |
| 1997 | 顫抖的慾望 Carne trémula                                    | 雷·羅里加（Ray Loriga）和 Jorge Guerricaechevarría 共同編劇，源自藍黛兒（Ruth Rendell）的小說 |
| 1999 | 我的母親 Todo sobre mi madre                                | 原創劇本 奧斯卡最佳外語片獎 坎城影展最佳導演 坎城影展人道精神特別獎 英國影視學院獎: 最佳外語片、最佳原創劇本 凱撒電影獎: 最佳外語片 哥雅獎: 最佳導演、最佳影片、最佳女演員、最佳剪輯、最佳配樂、最佳音效 芝加哥影評人協會最佳外語片 |
| 2002 | 悄悄告訴她 Hable con ella                                   | 原創劇本 奧斯卡最佳原創劇本 英國影視學院獎: 最佳外語片、最佳原創劇本 金球獎: 最佳外語片 哥雅獎: 最佳原創音樂（Alberto Iglesias） 洛杉磯影評人協會最佳導演                                                                           |
| 2004 | 壞教慾 La mala educación                                    | 原創劇本 紐約影評人協會最佳外語片 |
| 2006 | 玩美女人 Volver                                             | 原創劇本 坎城影展最佳劇本獎 坎城影展最佳女演員（所有女性角色） 哥雅獎: 最佳影片、最佳導演、最佳女主角、最佳女配角、最佳原創音樂 國家評論協會最佳外語片                                                                              |
| 2009 | 破碎的擁抱 Los abrazos rotos                                | 原創劇本 |
| 2011 | 切膚慾謀 La piel que habito                                 | 劇本改編自法國作家提爾希·容凱（Thierry Jonquet）的作品Mygale 第65屆英國電影學院獎：最佳外語片 |
| 2013 | HIGH爆雲霄 Los amantes pasajeros                            | 原創劇本 |
| 2016 | 沉默茱麗葉 Julieta                                          | |
| 2019 | 痛苦與榮耀 Dolor y gloria                                   | |
| 2020 | 人聲 The Human Voice                                        | 首部英語作品，短片 |
| 2021 | 平行母亲 Madres paralelas                                   | |
| 2023 | 荒漠斷背情 Strange Way of Life                              | 短片 |
| 2024 | 隔壁房间 The Room Next Door                                 | 首部英語長片 威尼斯影展：金獅獎 |

## 相關文獻
- Allinson, Mark. A Spanish Labyrinth: The Films of Pedro Almodóvar,  I.B Tauris Publishers, 2001, ISBN 1-86064-507-0
- Almodóvar, Pedro. Some Notes About the Skin I Live In. Taschen Magazine, Winter 2011/12.
- Bergan, Ronald. Film, D.K Publishing, 2006, ISBN 0-7566-2203-4
- Cobos, Juan and Marias Miguel. Almodóvar Secreto, Nickel Odeon, 1995
- D’ Lugo, Marvin. Pedro Almodóvar, University of Illinois Press, 2006, ISBN 0-252-07361-4-4
- Edwards, Gwyne. Almodóvar: labyrinths of Passion. London: Peter Owen. 2001, ISBN 0-7206-1121-0
- Strauss, Frederick.  Almodóvar on Almodóvar, Faber and Faber, 2006, ISBN 0-571-23192-6

## 外部連結
- Viva Pedro[] Official website of the Viva Pedro series, featuring the theatrical re-release of 8 of the celebrated auteur's films.
- 佩德罗·阿尔莫多瓦尔在互联网电影资料库（IMDb）上的資料（英文）
- 佩德罗·阿尔莫多瓦尔在豆瓣上的资料（简体中文）